# Aretha Thurmond
Aretha Thurmond (wcześniej jako Aretha Hill, ur. 14 sierpnia 1976 w Seattle) – amerykańska lekkoatletka, dyskobolka.
Jej mąż – Reedus Thurmond także uprawiał rzut dyskiem.

## Osiągnięcia
- 2 złote (Winnipeg 1999 i Santo Domingo 2003[1]) i  srebrny (Guadalajara 2011) medal igrzysk panamerykańskich
- 2. miejsce podczas Światowego Finału IAAF (Monako 2003)
- 3. miejsce podczas Światowego Finału IAAF (Monako 2005)
- 2. lokata na Pucharze Świata (Ateny 2006)
- wielokrotna mistrzyni USA
- Thurmond czterokrotnie reprezentowała Stany Zjednoczone podczas igrzysk olimpijskich:
  - Atlanta 1996 - 34. miejsce w eliminacjach (brak awansu do finału)
  - Ateny 2004 - 19. miejsce w eliminacjach (brak awansu do finału)
  - Pekin 2008 - 10. pozycja w finale
  - Londyn 2012 - 24. miejsce w eliminacjach (brak awansu do finału)

## Rekordy życiowe
- rzut dyskiem – 65,86 (2004)